# Purekkari neem

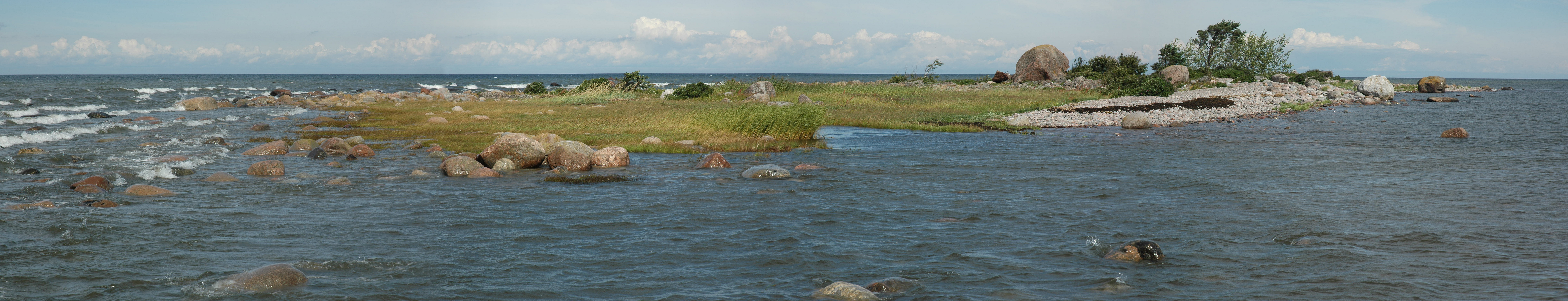

Purekkari neem är en udde i Estland. Den ligger i Kuusalu kommun i Harjumaa, 60 km öster om huvudstaden Tallinn. Udden är det estniska fastlandets nordligaste plats, utgör halvön Pärispea poolsaars nordspets och ligger nära byn Pärispea. Udden skiljer vikarna Hara laht i väster från Eru laht i öst. Öster om udden, ute i Finska viken, ligger ön Ekholm.
Terrängen inåt land är mycket platt. Havet är nära Purekkari neem norrut. Närmaste större samhälle är Loksa, 9,9 km söder om Purekkari neem. 